# 964
| 964                |
| ------------------ |
| Dødsfald - Fødsler |
|                    |

| Gregoriansk kalender | 964 CMLXIV              |
| Ab urbe condita      | 1717                    |
| Armensk kalender     | 413 ԹՎ ՆԺԳ              |
| Kinesiske kalender   | 3660 – 3661 癸亥 – 甲子 |
| Etiopisk kalender    | 956 – 957               |
| Jødisk kalender      | 4724 – 4725             |
| Hindukalendere       |                         |
| - Vikram Samvat      | 1019 – 1020             |
| - Shaka Samvat       | 886 – 887               |
| - Kali Yuga          | 4065 – 4066             |
| Iransk kalender      | 342 – 343               |
| Islamisk kalender    | 353 – 354               |

Konge i Danmark: Gorm den Gamle fra før 936–964 og Harald Blåtand 964-985
Se også 964 (tal)